# Boyania ayangannae
Boyania es un género monotípico de plantas con flores pertenecientes a la familia Melastomataceae.  Su única especie, Boyania ayangannae, es originaria de Guyana.

## Taxonomía
El género fue descrito por John Julius Wurdack y publicado en Memoirs of the New York Botanical Garden 10(5): 160, en el año 1964.